# Beadle megye
Beadle megye az Amerikai Egyesült Államokban, azon belül Dél-Dakota államban található. Megyeszékhelye és legnagyobb városa Huron. Lakosainak száma 19 149 fő (2020. április 1.). Beadle megye Spink, Clark, Kingsbury, Sanborn, Jerauld és Hand megyékkel határos.

## Népesség
A megye népességének változása:
| Lakosok száma | 17 407 | 17 661 | 17 880 | 18 080 | 18 372 | 19 149 |
|               | 2010   | 2011   | 2012   | 2013   | 2015   | 2020   |